# 普雷里鎮區 (密蘇里州霍華德縣)
普雷里鎮區（英語：Prairie Township）是位於美國密蘇里州霍華德縣的一個行政鎮區。

## 地方資料
普雷里鎮區的面積為132.29平方千米，當中陸地面積為131.90平方千米，而水域面積為0.39平方千米。根據2020年美國人口普查的數據，當地共有人口767人，而人口密度為每平方千米5.8人。